# Löffelstör
Der Löffelstör (Polyodon spathula) ist die einzige Art der Gattung Polyodon. Die Familie der Löffelstöre (Polyodontidae) wird dem Schwestertaxon Störe (Acipenseridae) gegenübergestellt und umfasst neben der Gattung Polyodon nur eine weitere monotypische Gattung mit dem mittlerweile als ausgestorben geltenden Schwertstör. Sein Aussehen weicht recht stark von dem der eigentlichen Störe ab, weshalb er auch ursprünglich für eine Art Süßwasserhai gehalten wurde. Er wird 1,5 bis über 2 Meter groß.
Die Gattung Polyodon ist seit der Oberkreide bekannt und wurde lange Zeit nur fossil beschrieben. Larven von Polyodon spathula wurden jedoch erst 1932 am Ufer des Mississippi entdeckt und besitzen keinen Stirnfortsatz. Interessant ist, dass sie noch kleine Zähne besitzen, die die erwachsenen Exemplare nicht mehr haben.

## Aussehen

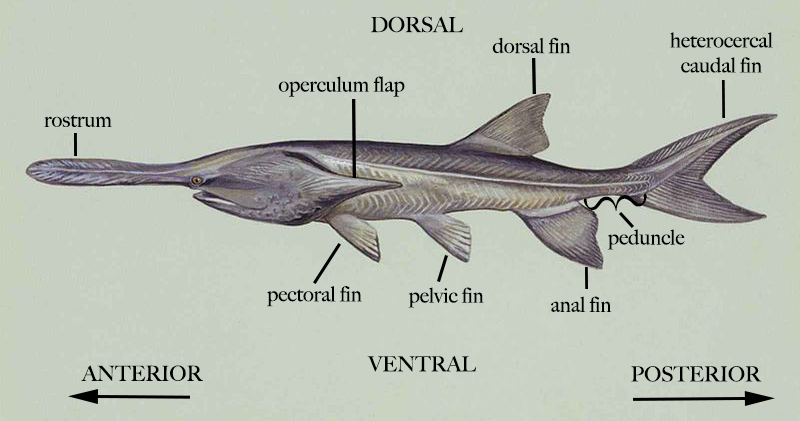
Morphologie des Löffelstörs

Die Stirnpartie ist zu einem mächtigen Fortsatz ausgezogen. Dieses abgeplattete, biegsame Gebilde erreicht etwa ein Drittel der Gesamtlänge des Fisches. Die völlig unbeschuppte Haut kann mit einzelnen kleinen Knochenkörnchen bedeckt sein, nur am oberen Lappen der unsymmetrischen (heterozerken) Schwanzflosse finden sich einige Ganoidschuppen.

## Ernährung
Der Löffelstör ernährt sich hauptsächlich von Zooplankton, welches er mit vergrößerten Kiemenfortsätzen aus bodennahem Wasser filtert.

## Lebenszyklus und Fortpflanzung

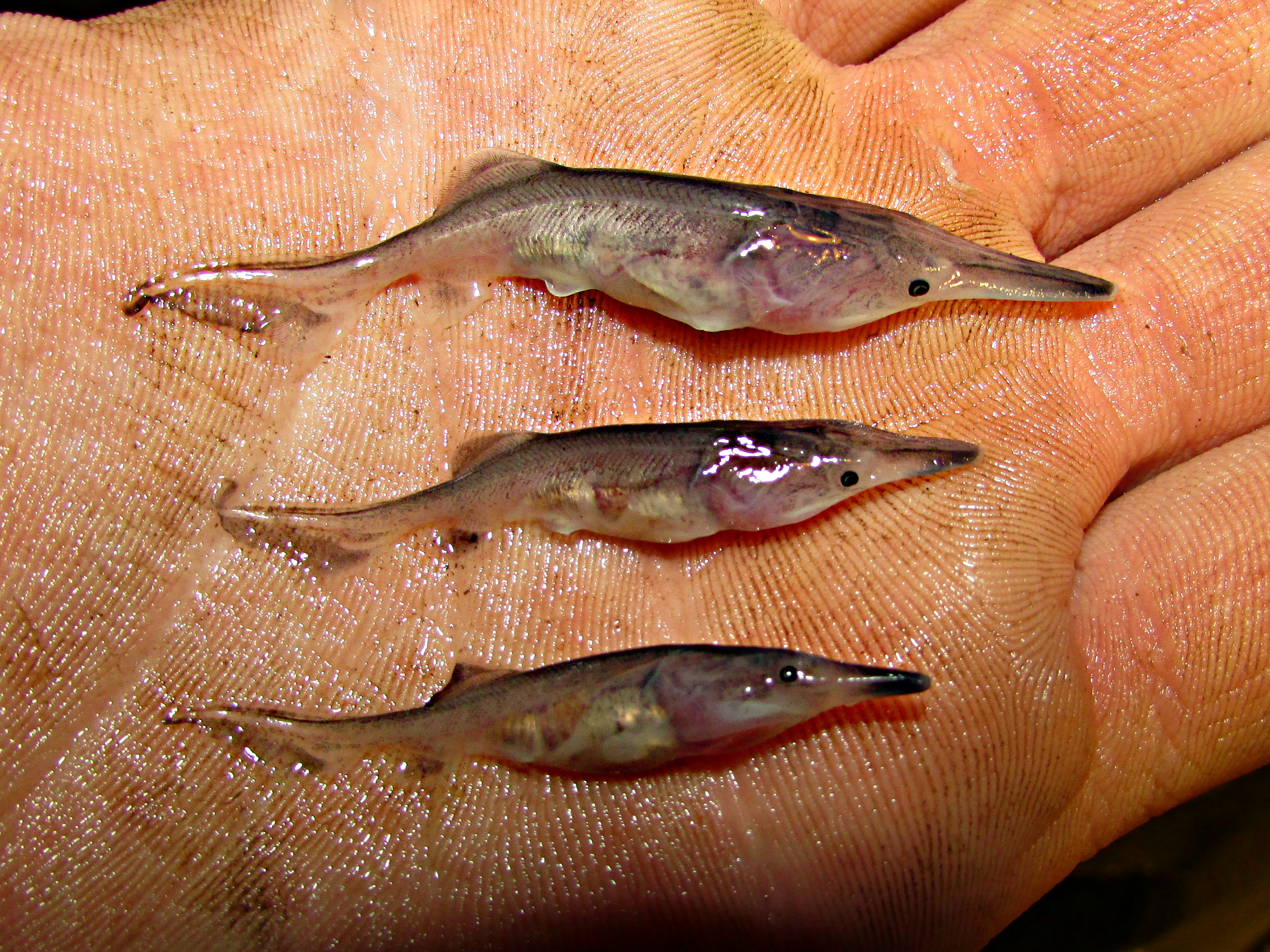
30 Tage alte Tiere mit gut sichtbaren unterschiedlich großen Stirnfortsätzen

## Vorkommen
Der bis zu 1,80 Meter lange Löffelstör war früher über die Stromgebiete des Mississippi River weit verbreitet. Staudämme, Verunreinigung der Gewässer und Raubfischerei haben ihn bis an den Rand der Ausrottung gebracht, nicht zuletzt deshalb, weil das Fleisch und der Rogen des Löffelstöres als sehr delikat gelten. In den letzten Jahrzehnten wurden verschiedene Projekte in Angriff genommen, Löffelstöre kommerziell in Teichanlagen zu züchten.

## Hybride
2019 schufen ungarische Wissenschaftler aus Löffelstör und Russischem Stör (Acipenser gueldenstaedtii) versehentlich den „Sturddlefish“.